# Château de Féneyrols
Le château de Féneyrols ou château de Capduelh est un château situé sur la commune de Féneyrols, dans le département de Tarn-et-Garonne en France.

## Localisation
Le château de Féneyrols est construit à flanc de coteau, à l'extrémité est du village, sur la rive droite de l'Aveyron, protégeant le guet.

## Histoire
Le lieu de Féneyrols est attesté dès 1259, mais le château n'apparait qu'en 1323 dans la charte de coutumes octroyée aux habitants.
Le château de Féneyrols a été construit autour du XIIIe siècle XIVe siècle. 
À la suite de la mort de Raymond de Castelnau, le partage de ses biens, en 1338, attribua à ses deux filles Hélène et Hélix, épouse de Guillaume de Lafon, en indivision, la juridiction haute et basse de Quergoale et Féneyrols avec ses appartenances. 
Lors de la guerre de Cent Ans, il tombe quelques mois, aux mains des Anglais avant d'être repris en 1363.
En 1638, cinq chambres sont comprises dans le fort.
Le "Fort" de Féneyrols est connu par un terrier du XVIIe siècle qui énumère cinquante-sept chambres. Les chambres occupaient, pour la plupart l'aile nord, à savoir neuf chambres au rez-de-chaussée, seize au premier et quinze au second étage, d'une superficie comprise entre 4 et 25 m².
Antoine de Rous, président trésorier de France au bureau de Montauban, acquiert la seigneurie en 1763. Quelques années plus tard, il déclare tenir "un grand château vieux et délabré"
Le château de Féneyrols est inscrit partiellement (Façades et couvertures des bâtiments Ouest) au titre des monuments historiques par arrêté du 16 février 1951.

## Architecture

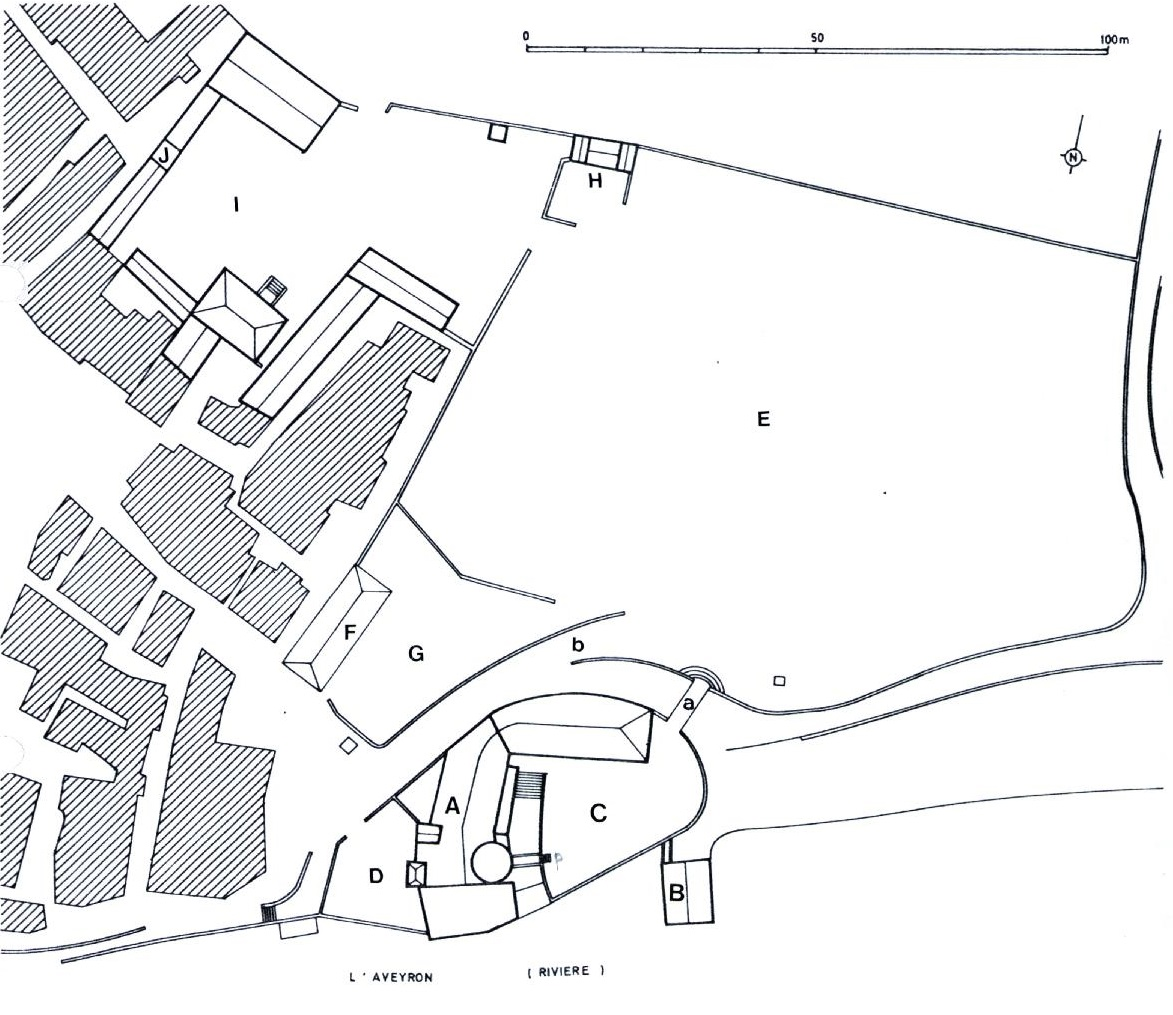
Plan de masse, d'après le plan cadastral de 1934

C'est un château fort du Moyen Âge, remanié au cours de l'histoire en ayant conservé l'aspect fortifié avec le mâchicoulis en pan de bois hourdé de tuf, sur sa façade nord-ouest.
L'ensemble est composé actuellement de :

● Bâtiment principal à plusieurs corps disposés approximativement en demi-cercle, ou en L

● Ancien moulin

● Terrasse en terre plein

● Anciens fossés

● Parc

● Ancienne orangerie

● Jardin potager

● Chenil

● Bâtiments agricoles disposés autour de la cour

● Pigeonnier